# سيرجيو ماسكارينهاس دي أوليفيرا
سيرجيو ماسكارينهاس دي أوليفيرا (2 مايو 1928 - 31 مايو 2021) فيزيائي برازيلي تجريبي ومعلم وقائد علمي. حصل على العديد من الجوائز بما في ذلك وسام الاستحقاق العلمي البرازيلي في فئتي القائد والصليب العظيم، وجائزة كونرادو فيسيل للعلوم العامة وجائزة يواكيم دا كوستا ريبيرو وزمالة جوجنهايم.
كانت مساهماته الرئيسية في العلم هي الملاحظات الجديدة للتأثير الحراري العازل واكتشاف الكهربية الحيوية أي الكهربية كخاصية للمواد البيولوجية مثل العظام والبوليمرات الحيوية، مما أتاح تطوير كاشف جديد يستخدم في قياس الجرعات الإشعاعي حتى الآن عظام بشرية في المواقع الأثرية، وتطوير إجراء غير جراحي لقياس الضغط داخل الجمجمة.
ساهم ماسكاريناس في إنشاء مؤسسات بحثية برازيلية مهمة، مثل مركز الأدوات الزراعية التابع لمؤسسة البحوث الزراعية البرازيلية والجامعة الفيدرالية في ساو كارلوس.

## النشأة
ولد ماسكارينهاس في ريو دي جانيرو، وحصل على شهادته في الكيمياء عام 1951 من الجامعة الفيدرالية في ريو دي جانيرو وفي الفيزياء عام 1952 من جامعة ولاية ريو دي جانيرو.
كان باحثًا زائرًا في العديد من الجامعات حول العالم، بما في ذلك جامعة كارنيجي ميلون وبرينستون وهارفارد ومعهد ماساتشوستس للتكنولوجيا وجامعة لندن.

## الجامعة ساو كارلوس الفيدرالية
لعب ماسكارينهاس دورًا رئيسيًا في إنشاء الجامعة الفيدرالية في ساو كارلوس. في عام 1968 عندما ظهرت فكرة إنشاء أول جامعة فيدرالية في ولاية ساو باولو، اقترح ماسكاريناس إنشاء جامعة مبتكرة بدلاً من جامعة تقليدية، انتقل ماسكارينهاس من ريو دي جانيرو إلى ساو كارلوس بحثًا عن المزيد فرص البحث في فيزياء الجوامد. تم بعد ذلك إنشاء الجامعة الفيدرالية في ساو كارلوس مع وضع تلك الرؤية في الاعتبار وتم تعيين ماسكارينهاس أول رئيس للجامعة، حيث ساعد في إنشاء درجة هندسة المواد، وهي الأولى من نوعها في أمريكا اللاتينية.
مات في ريبيراو بريتو.